# Meena
Meena Durairaj, más conocida por su nombre artístico Meena, es una actriz india que ha protagonizado varias películas para la industria cinematográfica del sur de la India. Debutó como artista infantil en la película Tamil Nenjangal en 1982 y más tarde protagonizó cintas producidas por varias industrias regionales.
Ha actuado en películas en lenguas tamil, telugu, malabar, kannada e hindi. Es una de las pocas actrices que han tenido éxito en todos los idiomas del sur de la India y una de las intérpretes con mejor reputación en la industria cinematográfica del sur de la India. Además de actuar, Meena es modelo, cantante, bailarina, juez de televisión y artista de doblaje ocasional.

## Carrera

### Inicios
Meena comenzó su carrera en 1982 como una artista infantil en la película Nenjangal con Sivaji Ganesan en el papel principal, luego de que Ganesan la descubriera en una fiesta de cumpleaños. Más tarde actuó en la película Anbulla Rajinikanth, en la que interpretó a una niña con una enfermedad terminal. Después del éxito de la cinta se convirtió en una de las artistas infantiles más famosas de las películas del sur de la India. 

### Reconocimiento
Meena ha tenido la distinción única de protagonizar películas junto a actores legendarios de diferentes generaciones en varios idiomas. Ella ha actuado con Rajinikanth, Kamal Haasan, Chiranjeevi, Vishnuvardhan, Krishna, Mammootty, Mohanlal, Balakrishna y Ravichandran. Obtuvo una gran repercusión mediática especialmente con la película Nattamai, dirigida por K. S. Ravikumar y protagonizada por Sarath Kumar, Meena y Kushboo en los papeles principales. La película fue muy exitosa y se mantuvo durante 175 días en la taquilla en 1994. Luego apareció en producciones cinematográficas como Avvai Shanmughi (1996) con Kamal Haasan, Porkkaalam con Murali (1997), Bharathi Kannamma con Parthiban (1997) y Devan con Arun Pandian (2002). 
La audiencia telugu la recuerda por una gran variedad de papeles que requerían una madura actuación. La chica vivaz que se gana el cariño de su implacable abuelo en Seetharamaiah Gari Manavaralu, la hermana protegida en Chanti, la inocente ama de casa en Sundarakanda y la famosa escritora en Tarigonda Vengamamba son solo algunos de los muchos personajes que ha logrado interpretar en su dilatada carrera. Su asociación con el actor Daggubati Venkatesh es considerada una de las duplas más exitosas en la historia de Tollywood, con cinco producciones cinematográficas de altas cifras de taquilla en su haber.
Meena ha actuado en varias películas con el actor y productor Rajinikanth. Su primer éxito con Rajinikanth fue Yejaman, donde interpreta el papel de Vaitheeswari, una simple chica del pueblo que se casa con una reconocida personalidad. En su siguiente película con Rajini, Veera, su actuación fue alabada por la crítica. En 1995 el dúo apareció de nuevo en la película Muthu, uno de los mayores éxitos de Rajini. La película, dirigida por K. S. Ravikumar y producida por K. Balachander, fue un gran éxito en tierras japonesas, convirtiéndose en el primer filme tamil que se dobló al japonés, con el nombre Mutu: Odoru Maharaja. La película recaudó un récord de $1.6 millones en Japón en 1998 y fue responsable de crear una gran base de admiradores japoneses de Rajinikanth y Meena. Tras el lanzamiento de Muthu y su consecuente éxito comercial, la popularidad de Meena aumentó en Japón. Desde entonces ha hecho parte de una gran cantidad de producciones en idiomas malayo, telegu y tamil, destacándose su alabada actuación en la película Drishyam de 2013, con la que ganó varios galardones y nominaciones a mejor actriz en los premios Filmfare y SIIMA.

## Composición musical
Meena ha sido cantante de playback en algunos álbumes junto al actor Manoj. Interpretó una canción para la banda sonora de la película Kadhal Sadugudu. Grabó dos álbumes de música pop, 16 Vayathinile y Kadhalism.